# Corrimiento al rojo gravitacional
En física y relatividad general, el corrimiento al rojo gravitacional o desplazamiento al rojo gravitacional (conocido como "desplazamiento de Einstein" en la literatura antigua) es el fenómeno por el cual las ondas electromagnéticas o fotones que viajan fuera de un pozo gravitacional pierden energía. Esta pérdida de energía corresponde a una disminución en la frecuencia de la onda y un aumento en la longitud de onda, conocido más generalmente como "desplazamiento al rojo". El efecto opuesto, en el que los fotones ganan energía al viajar hacia un pozo gravitacional, se conoce como desplazamiento al azul gravitacional (un tipo de "desplazamiento al azul"). El efecto fue descrito por primera vez por Einstein en 1907, ocho años antes de la publicación de la teoría completa de la relatividad.
El corrimiento al rojo gravitacional puede interpretarse como una consecuencia del principio de equivalencia (los efectos gravitacionales son localmente equivalentes a los efectos inerciales y el desplazamiento al rojo es causado por el efecto Doppler) o como una consecuencia de la equivalencia masa-energía y la conservación de la energía (los fotones que «caen» ganan energía), aunque existen numerosas sutilezas que complican una derivación rigurosa. El desplazamiento al rojo gravitacional también puede interpretarse de manera equivalente como dilación temporal gravitacional en la fuente de radiación: si dos osciladores (conectados a transmisores que producen radiación electromagnética) operan a diferentes potenciales gravitacionales, el oscilador en el potencial gravitacional más alto (más lejos del cuerpo atractivo) marcará más rápido; es decir, cuando se observa desde la misma ubicación, tendrá una frecuencia medida más alta que el oscilador en el potencial gravitacional más bajo (más cerca del cuerpo atractivo).
A primera aproximación, el desplazamiento al rojo gravitacional es proporcional a la diferencia en potencial gravitacional dividida por la velocidad de la luz al cuadrado, {\displaystyle z=\Delta U/c^{2}}, lo que resulta en un efecto muy pequeño. La luz que escapa de la superficie del Sol fue predicha por Einstein en 1911 para desplazarse al rojo en aproximadamente 2 ppm o 2 × 10−6. Las señales de navegación de los satélites GPS que orbitan a  de altitud se perciben desplazadas al azul en aproximadamente 0.5 ppb o 5 × 10−10, lo que corresponde a un aumento (insignificante) de menos de 1 Hz en la frecuencia de una señal de radio GPS de 1.5 GHz (sin embargo, la dilación temporal gravitacional que afecta al reloj atómico en el satélite es crucialmente importante para una navegación precisa). En la superficie de la Tierra, el potencial gravitacional es proporcional a la altura, {\displaystyle \Delta U=g\Delta h}, y el desplazamiento al rojo correspondiente es aproximadamente 10−16 (0.1 partes por cuatrillón) por metro de cambio en elevación y/o altitud.
En astronomía, la magnitud del desplazamiento al rojo gravitacional a menudo se expresa como la velocidad que crearía un desplazamiento equivalente a través del efecto Doppler relativista. En estas unidades, el desplazamiento al rojo de 2 ppm de la luz solar corresponde a una velocidad de recesión de 633 m/s, aproximadamente de la misma magnitud que los movimientos convectivos en el Sol, lo que complica la medición. La velocidad equivalente del desplazamiento al azul gravitacional de los satélites GPS es inferior a 0.2 m/s, lo que es insignificante en comparación con el desplazamiento Doppler real resultante de su velocidad orbital. En objetos astronómicos con campos gravitacionales fuertes, el desplazamiento al rojo puede ser mucho mayor; por ejemplo, la luz de la superficie de una enana blanca se desplaza al rojo gravitacionalmente en promedio alrededor de (50 km/s)/c (alrededor de 170 ppm).
Observar el desplazamiento al rojo gravitacional en el Sistema Solar es una de las pruebas clásicas de la relatividad general. Medir el desplazamiento al rojo gravitacional con alta precisión con relojes atómicos puede servir como una prueba de la simetría de Lorentz y guiar las búsquedas de materia oscura.

## Predicción por el principio de equivalencia y la relatividad general

### Campo gravitacional uniforme o aceleración
La teoría de la relatividad general de Einstein incorpora el principio de equivalencia, que puede enunciarse de varias maneras. Una de estas es que los efectos gravitacionales son localmente indetectables para un observador en caída libre. Por lo tanto, en un experimento de laboratorio en la superficie de la Tierra, todos los efectos gravitacionales deberían ser equivalentes a los efectos que se observarían si el laboratorio estuviera acelerando a través del espacio exterior a g. Una consecuencia es un efecto Doppler gravitacional. Si se emite un pulso de luz en el suelo del laboratorio, un observador en caída libre diría que para cuando llega al techo, el techo se ha alejado aceleradamente de él, y por lo tanto, cuando es observado por un detector fijo en el techo, se observará que se ha desplazado Doppler hacia el extremo rojo del espectro. Este desplazamiento, que el observador en caída libre considera un desplazamiento Doppler cinemático, es considerado por el observador del laboratorio como un desplazamiento al rojo gravitacional. Este efecto fue verificado en el experimento de Pound–Rebka de 1959. En un caso como este, donde el campo gravitacional es uniforme, el cambio en la longitud de onda se da por
{\displaystyle z={\frac {\Delta \lambda }{\lambda }}\approx {\frac {g\Delta y}{c^{2}}},}
donde {\displaystyle \Delta y} es el cambio en altura. Dado que esta predicción surge directamente del principio de equivalencia, no requiere del aparato matemático de la relatividad general, y su verificación no apoya específicamente la relatividad general sobre cualquier otra teoría que incorpore el principio de equivalencia.
En la superficie de la Tierra (o en una nave espacial acelerando a 1 g), el desplazamiento al rojo gravitacional es aproximadamente 1.1×10−16  , el equivalente a un desplazamiento Doppler de 3.3×10−8 m/s por cada 1 m de altitud.

### Campo gravitacional simétrico esférico
Cuando el campo no es uniforme, el caso más simple y útil a considerar es el de un campo simétrico esférico. Según el teorema de Birkhoff, tal campo se describe en la relatividad general por la métrica de Schwarzschild, {\displaystyle d\tau ^{2}=\left(1-r_{\text{S}}/R\right)dt^{2}+\ldots }, donde {\displaystyle d\tau } es el tiempo del reloj de un observador a una distancia R del centro, {\displaystyle dt} es el tiempo medido por un observador en el infinito, {\displaystyle r_{\text{S}}} es el radio de Schwarzschild {\displaystyle 2GM/c^{2}}, "..." representa términos que desaparecen si el observador está en reposo, {\displaystyle G} es la constante gravitacional de Newton, {\displaystyle M} la masa del cuerpo gravitacional, y {\displaystyle c} la velocidad de la luz. El resultado es que las frecuencias y longitudes de onda se desplazan según la proporción
{\displaystyle 1+z={\frac {\lambda _{\infty }}{\lambda _{\text{e}}}}=\left(1-{\frac {r_{\text{S}}}{R_{\text{e}}}}\right)^{-{\frac {1}{2}}}}
donde
- {\displaystyle \lambda _{\infty }\,}es la longitud de onda de la luz medida por el observador en el infinito,
- {\displaystyle \lambda _{\text{e}}\,} es la longitud de onda medida en la fuente de emisión, y
- {\displaystyle R_{\text{e}}} es el radio en el que se emite el fotón.

Esto puede relacionarse con el parámetro de desplazamiento al rojo definido convencionalmente como {\displaystyle z=\lambda _{\infty }/\lambda _{\text{e}}-1}.
En el caso en que ni el emisor ni el observador estén en el infinito, la transitividad de los desplazamientos Doppler permite generalizar el resultado a {\displaystyle \lambda _{1}/\lambda _{2}=\left[\left(1-r_{\text{S}}/R_{1}\right)/\left(1-r_{\text{S}}/R_{2}\right)\right]^{1/2}}. La fórmula del desplazamiento al rojo para la frecuencia {\displaystyle \nu =c/\lambda } es {\displaystyle \nu _{o}/\nu _{\text{e}}=\lambda _{\text{e}}/\lambda _{o}}. Cuando {\displaystyle R_{1}-R_{2}} es pequeño, estos resultados son consistentes con la ecuación dada anteriormente basada en el principio de equivalencia.
La proporción de desplazamiento al rojo también puede expresarse en términos de una velocidad de escape (newtoniana) {\displaystyle v_{\text{e}}} en {\displaystyle R_{\text{e}}=2GM/v_{\text{e}}^{2}}, resultando en el correspondiente factor de Lorentz:
{\displaystyle 1+z=\gamma _{\text{e}}={\frac {1}{\sqrt {1-(v_{\text{e}}/c)^{2}}}}}.
Para un objeto lo suficientemente compacto como para tener un horizonte de eventos, el desplazamiento al rojo no está definido para los fotones emitidos dentro del radio de Schwarzschild, tanto porque las señales no pueden escapar desde dentro del horizonte como porque un objeto como el emisor no puede estar estacionario dentro del horizonte, como se asumió anteriormente. Por lo tanto, esta fórmula solo se aplica cuando {\displaystyle R_{\text{e}}} es mayor que {\displaystyle r_{\text{S}}}. Cuando el fotón se emite a una distancia igual al radio de Schwarzschild, el desplazamiento al rojo será infinitamente grande, y no escapará a ninguna distancia finita de la esfera de Schwarzschild. Cuando el fotón se emite a una distancia infinitamente grande, no hay desplazamiento al rojo.

#### Límite newtoniano
En el límite newtoniano, es decir, cuando {\displaystyle R_{\text{e}}} es suficientemente grande en comparación con el radio de Schwarzschild {\displaystyle r_{\text{S}}}, el desplazamiento al rojo puede aproximarse como
{\displaystyle z={\frac {\Delta \lambda }{\lambda }}\approx {\frac {1}{2}}{\frac {r_{\text{S}}}{R_{\text{e}}}}={\frac {GM}{R_{\text{e}}c^{2}}}={\frac {gR_{\text{e}}}{c^{2}}}}
donde {\displaystyle g} es la aceleración gravitacional en {\displaystyle R_{\text{e}}}. Para la superficie de la Tierra con respecto al infinito, z es aproximadamente 7×10−10 (el equivalente a un desplazamiento Doppler radial de 0.2 m/s); para la Luna es aproximadamente 3×10−11  (alrededor de 1 cm/s). El valor para la superficie del Sol es aproximadamente 2×10−6, correspondiente a 0.64 km/s. (Para velocidades no relativistas, la velocidad equivalente Doppler radial puede aproximarse multiplicando z por la velocidad de la luz.)
El valor z puede expresarse sucintamente en términos de la velocidad de escape en {\displaystyle R_{\text{e}}}, ya que el potencial gravitacional es igual a la mitad del cuadrado de la velocidad de escape, por lo tanto:
{\displaystyle z\approx {\frac {1}{2}}\left({\frac {v_{\text{e}}}{c}}\right)^{2}}
donde {\displaystyle v_{\text{e}}} es la velocidad de escape en {\displaystyle R_{\text{e}}}.
También puede relacionarse con la velocidad de órbita circular {\displaystyle v_{\text{o}}} en {\displaystyle R_{\text{e}}}, que es igual a {\displaystyle v_{\text{e}}/{\sqrt {2}}}, por lo tanto
{\displaystyle z\approx \left({\frac {v_{\text{o}}}{c}}\right)^{2}}.
Por ejemplo, el desplazamiento al azul gravitacional de la luz estelar lejana debido a la gravedad del Sol, que la Tierra orbita a aproximadamente 30 km/s, sería aproximadamente 1 × 10−8 o el equivalente a un desplazamiento Doppler radial de 3 m/s.
Para un objeto en una órbita (circular), el desplazamiento al rojo gravitacional es de una magnitud comparable al efecto Doppler transversal, {\displaystyle z\approx {\tfrac {1}{2}}\beta ^{2}} donde β = v/c, mientras que ambos son mucho menores que el efecto Doppler radial, para el cual {\displaystyle z\approx \beta }.

#### Predicción del límite newtoniano usando las propiedades de los fotones

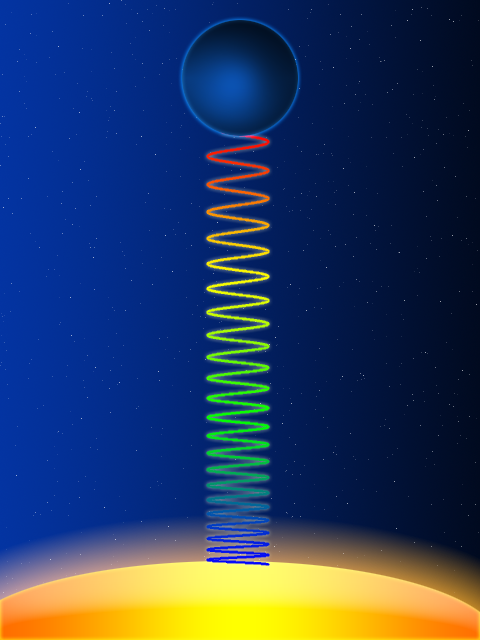
Desplazamiento gravitatorio al rojo de una onda luminosa cuando se desplaza hacia arriba contra un campo gravitatorio (producido por la estrella amarilla de abajo). El efecto es muy exagerado en este diagrama.

La fórmula para el desplazamiento al rojo gravitacional en el límite newtoniano también puede derivarse utilizando las propiedades de un fotón:
En un campo gravitacional {\displaystyle {\vec {g}}} una partícula de masa {\displaystyle m} y velocidad {\displaystyle {\vec {v}}} cambia su energía {\displaystyle E} según:
{\displaystyle {\frac {\mathrm {d} E}{\mathrm {d} t}}=m{\vec {g}}\cdot {\vec {v}}={\vec {g}}\cdot {\vec {p}}}.
Para un fotón sin masa descrito por su energía {\displaystyle E=h\nu =\hbar \omega } y momento {\displaystyle {\vec {p}}=\hbar {\vec {k}}}, esta ecuación se convierte, tras dividir por la constante de Planck {\displaystyle \hbar }, en:
{\displaystyle {\frac {\mathrm {d} \omega }{\mathrm {d} t}}={\vec {g}}\cdot {\vec {k}}}
Insertando el campo gravitacional de un cuerpo esférico de masa {\displaystyle M} dentro de la distancia {\displaystyle {\vec {r}}}
{\displaystyle {\vec {g}}=-GM{\frac {\vec {r}}{r^{3}}}}
y el vector de onda de un fotón que sale del campo gravitacional en dirección radial
{\displaystyle {\vec {k}}={\frac {\omega }{c}}{\frac {\vec {r}}{r}}}
la ecuación de energía se convierte en
{\displaystyle {\frac {\mathrm {d} \omega }{\mathrm {d} t}}=-{\frac {GM}{c}}{\frac {\omega }{r^{2}}}.}
Usando {\displaystyle \mathrm {d} r=c\,\mathrm {d} t} se obtiene una ecuación diferencial ordinaria que solo depende de la distancia radial {\displaystyle r}:
{\displaystyle {\frac {\mathrm {d} \omega }{\mathrm {d} r}}=-{\frac {GM}{c^{2}}}{\frac {\omega }{r^{2}}}}
Para un fotón que comienza en la superficie de un cuerpo esférico con un radio {\displaystyle R_{e}} con una frecuencia {\displaystyle \omega _{0}=2\pi \nu _{0}}, la solución analítica es:
{\displaystyle {\frac {\mathrm {d} \omega }{\mathrm {d} r}}=-{\frac {GM}{c^{2}}}{\frac {\omega }{r^{2}}}\quad \Rightarrow \quad \omega (r)=\omega _{0}\exp \left(-{\frac {GM}{c^{2}}}\left({\frac {1}{R_{e}}}-{\frac {1}{r}}\right)\right)}
A una gran distancia del cuerpo {\displaystyle r\rightarrow \infty }, un observador mide la frecuencia:
{\displaystyle \omega _{\text{obs}}=\omega _{0}\exp \left(-{\frac {GM}{c^{2}}}\left({\frac {1}{R_{e}}}\right)\right)\simeq \omega _{0}\left(1-{\frac {GM}{R_{e}c^{2}}}+{\frac {1}{2}}{\frac {G^{2}M^{2}}{R_{e}^{2}c^{4}}}-\ldots \right).}
Por lo tanto, el desplazamiento al rojo es:
{\displaystyle z={\frac {\omega _{0}-\omega _{\text{obs}}}{\omega _{\text{obs}}}}={\frac {1-\exp \left(-{\frac {GM}{R_{e}c^{2}}}\right)}{\exp \left(-{\frac {GM}{R_{e}c^{2}}}\right)}}={\frac {1-\exp \left(-{\frac {r_{S}}{2R_{e}}}\right)}{\exp \left(-{\frac {r_{S}}{2R_{e}}}\right)}}}
En la aproximación lineal
{\displaystyle z={\frac {{\frac {GM}{R_{e}c^{2}}}-{\frac {1}{2}}{\frac {G^{2}M^{2}}{R_{e}^{2}c^{4}}}+\dots }{1-{\frac {GM}{R_{e}c^{2}}}+{\frac {1}{2}}{\frac {G^{2}M^{2}}{R_{e}^{2}c^{4}}}-\ldots }}\simeq {\frac {\frac {GM}{R_{e}c^{2}}}{1-{\frac {GM}{R_{e}c^{2}}}+{\frac {1}{2}}{\frac {G^{2}M^{2}}{R_{e}^{2}c^{4}}}-\dots }}\simeq {\frac {GM}{c^{2}R_{e}}}}
se obtiene el límite newtoniano para el desplazamiento al rojo gravitacional de la relatividad general.

## Historia
El debilitamiento gravitacional de la luz de estrellas de alta gravedad fue predicho por John Michell en 1783 y Pierre-Simon Laplace en 1796, usando el concepto de corpúsculos de luz de Isaac Newton (ver: teoría de la emisión) y quienes predijeron que algunas estrellas tendrían una gravedad tan fuerte que la luz no podría escapar. El efecto de la gravedad sobre la luz fue luego explorado por Johann Georg von Soldner (1801), quien calculó la cantidad de deflexión de un rayo de luz por el Sol, llegando a la respuesta newtoniana que es la mitad del valor predicho por la relatividad general. Todo este trabajo temprano asumió que la luz podía ralentizarse y caer, lo cual es inconsistente con la comprensión moderna de las ondas lumínicas.
El artículo de Einstein de 1917 sobre la relatividad general propuso tres pruebas: el tiempo del perihelio de Mercurio, la deflexión de la luz alrededor del Sol y el cambio en la frecuencia de la luz que emerge de un potencial gravitacional diferente, ahora llamado desplazamiento al rojo gravitacional. De estas, el desplazamiento al rojo resultó difícil de entender y medir de manera convincente para los físicos. Una mezcla confusa de problemas complejos y sutiles afecta incluso a las descripciones de los libros de texto famosos del fenómeno.
Una vez que se aceptó que la luz era una onda electromagnética, quedó claro que la frecuencia de la luz no debería cambiar de un lugar a otro, ya que las ondas de una fuente con una frecuencia fija mantienen la misma frecuencia en todas partes. Una forma de evitar esta conclusión sería si el tiempo mismo se alterara –  si los relojes en diferentes puntos tuvieran diferentes tasas. Esta fue precisamente la conclusión de Einstein en 1911. Consideró una caja en aceleración y notó que, según la teoría de la relatividad especial, la tasa del reloj en la «base» de la caja (el lado opuesto a la dirección de la aceleración) era más lenta que la tasa del reloj en la «cima» (el lado hacia la dirección de la aceleración). De hecho, en un marco que se mueve (en la dirección {\displaystyle x}) con velocidad {\displaystyle v} relativa al marco de reposo, los relojes en una posición cercana {\displaystyle dx} están adelantados por {\displaystyle (dx/c)(v/c)} (al primer orden); por lo que una aceleración {\displaystyle g} (que cambia la velocidad por {\displaystyle g/dt} por tiempo {\displaystyle dt}) hace que los relojes en la posición {\displaystyle dx} estén adelantados por {\displaystyle (dx/c)(g/c)dt}, es decir, marquen a una tasa
{\displaystyle R=1+(g/c^{2})dx}
El principio de equivalencia implica que este cambio en la tasa del reloj es el mismo ya sea que la aceleración {\displaystyle g} sea la de un marco acelerado sin efectos gravitacionales, o causada por un campo gravitacional en un marco estacionario. Dado que la aceleración debido al potencial gravitacional {\displaystyle V} es {\displaystyle -dV/dx}, obtenemos
{\displaystyle {dR \over dx}=g/c^{2}=-{dV/c^{2} \over dx}}
por lo que – en campos débiles – el cambio {\displaystyle \Delta R} en la tasa del reloj es igual a {\displaystyle -\Delta V/c^{2}}.
Las tasas de reloj cambiantes permitieron a Einstein concluir que las ondas lumínicas cambian de frecuencia a medida que se mueven, y la relación frecuencia/energía para los fotones le permitió ver que esto se interpretaba mejor como el efecto del campo gravitacional en la masa-energía del fotón. Para calcular los cambios en la frecuencia en un campo gravitacional casi estático, solo el componente temporal del tensor métrico es importante, y la aproximación de orden más bajo es suficientemente precisa para estrellas y planetas ordinarios, que son mucho más grandes que su radio de Schwarzschild.

### Observaciones astronómicas
Varios experimentadores inicialmente afirmaron haber identificado el efecto utilizando mediciones astronómicas, y se consideró que el efecto había sido finalmente identificado en las líneas espectrales de la estrella Sirio B por W.S. Adams en 1925. Sin embargo, las mediciones de Adams han sido criticadas por ser demasiado bajas y estas observaciones ahora se consideran mediciones de espectros inutilizables debido a la luz dispersada del primario, Sirio A. La primera medición precisa del desplazamiento al rojo gravitacional de una enana blanca fue realizada por Popper en 1954, midiendo un desplazamiento al rojo gravitacional de 21 km/s de 40 Eridani B. El desplazamiento al rojo de Sirio B fue finalmente medido por Greenstein et al. en 1971, obteniendo el valor para el desplazamiento al rojo gravitacional de 89±16 km/s, con mediciones más precisas por el Telescopio Espacial Hubble, mostrando 80.4±4.8 km/s.
James W. Brault, un estudiante de posgrado de Robert Dicke en la Universidad de Princeton, midió el desplazamiento al rojo gravitacional del Sol usando métodos ópticos en 1962. En 2020, un equipo de científicos publicó la medición más precisa hasta ahora del desplazamiento al rojo gravitacional solar, hecha al analizar líneas espectrales de Fe en la luz solar reflejada por la Luna; su medición de un desplazamiento de línea global medio de 638 ± 6 m/s está de acuerdo con el valor teórico de 633.1 m/s. Medir el desplazamiento al rojo solar se complica por el desplazamiento Doppler causado por el movimiento de la superficie del Sol, que es de una magnitud similar al efecto gravitacional.
En 2011, el grupo de Radek Wojtak del Instituto Niels Bohr en la Universidad de Copenhague recopiló datos de 8000 cúmulos de galaxias y encontró que la luz proveniente de los centros de los cúmulos tendía a estar desplazada al rojo en comparación con los bordes de los cúmulos, confirmando la pérdida de energía debido a la gravedad.
En 2018, la estrella S2 hizo su acercamiento más cercano a Sgr A*, el agujero negro supermasivo de 4 millones de masas solares en el centro de la Vía Láctea, alcanzando 7650 km/s o alrededor del 2.5% de la velocidad de la luz mientras pasaba por el agujero negro a una distancia de solo 120 UA, o 1400 radios de Schwarzschild. Análisis independientes por la colaboración GRAVITY (liderada por Reinhard Genzel) y el Grupo del Centro Galáctico KECK/UCLA (liderado por Andrea Ghez) revelaron un Doppler transversal combinado y un desplazamiento al rojo gravitacional de hasta 200 km/s/c, en acuerdo con las predicciones de la relatividad general.
En 2021, Mediavilla (IAC, España) y Jiménez-Vicente (UGR, España) pudieron usar mediciones del desplazamiento al rojo gravitacional en cuásares hasta un desplazamiento al rojo cosmológico de z ≈ 3 para confirmar las predicciones del principio de equivalencia de Einstein y la falta de evolución cosmológica dentro del 13%.
En 2024, Padilla et al. estimaron los desplazamientos al rojo gravitacionales de agujeros negros supermasivos (SMBH) en ocho mil cuásares y cien galaxias de tipo Seyfert 1 a partir del ancho total a la mitad del máximo (FWHM) de sus líneas de emisión, encontrando log z ≈ −4, compatible con SMBHs de ~ 1 billón de masas solares y regiones de líneas anchas de ~ 1 parsec de radio. Este mismo desplazamiento al rojo gravitacional fue medido directamente por estos autores en la muestra SAMI de galaxias LINER, usando las diferencias de desplazamiento al rojo entre las líneas emitidas en las regiones centrales y externas.

### Pruebas terrestres
Entre 1925 y 1955, se hicieron pocos intentos para medir el desplazamiento al rojo gravitacional.
El efecto ahora se considera definitivamente verificado por los experimentos de Pound, Rebka y Snider entre 1959 y 1965. El experimento de Pound–Rebka de 1959 midió el desplazamiento al rojo gravitacional en líneas espectrales usando una fuente terrestre de 57Fe de rayos gamma sobre una altura vertical de 22.5 metros. Este artículo fue la primera determinación del desplazamiento al rojo gravitacional que usó mediciones del cambio en la longitud de onda de fotones de rayos gamma generados con el efecto Mössbauer, que genera radiación con un ancho de línea muy estrecho. La precisión de las mediciones de rayos gamma fue típicamente del 1%.
Un experimento mejorado fue realizado por Pound y Snider en 1965, con una precisión mejor que el nivel del 1%.
Un experimento de desplazamiento al rojo gravitacional muy preciso fue realizado en 1976, donde un reloj máser de hidrógeno en un cohete fue lanzado a una altura de 10000 km, y su tasa se comparó con un reloj idéntico en tierra. Probó el desplazamiento al rojo gravitacional al 0.007%.
Las pruebas posteriores se pueden realizar con el Sistema de Posicionamiento Global (GPS), que debe tener en cuenta el desplazamiento al rojo gravitacional en su sistema de cronometraje, y los físicos han analizado los datos de cronometraje del GPS para confirmar otras pruebas. Cuando se lanzó el primer satélite, mostró el desplazamiento predicho de 38 microsegundos por día. Esta tasa de discrepancia es suficiente para afectar sustancialmente la función del GPS en horas si no se tiene en cuenta. Un excelente relato del papel que juega la relatividad general en el diseño del GPS se puede encontrar en Ashby 2003.
En 2010, un experimento colocó dos relojes cuánticos de iones de aluminio cerca uno del otro, pero con el segundo elevado 33 cm en comparación con el primero, haciendo visible el efecto del desplazamiento al rojo gravitacional en escalas de laboratorio cotidianas.
En 2020, un grupo en la Universidad de Tokio midió el desplazamiento al rojo gravitacional de dos relojes ópticos de estroncio-87 en Tokyo Skytree donde los relojes estaban separados por aproximadamente 450 m y conectados por fibras de telecomunicaciones. El desplazamiento al rojo gravitacional puede expresarse como
{\displaystyle z={\frac {\Delta \nu }{\nu _{1}}}=(1+\alpha ){\frac {\Delta U}{c^{2}}}},
donde {\displaystyle \Delta \nu =\nu _{2}-\nu _{1}} es el desplazamiento al rojo gravitacional, {\displaystyle \nu _{1}} es la frecuencia de transición del reloj óptico, {\displaystyle \Delta U=U_{2}-U_{1}} es la diferencia en el potencial gravitacional, y {\displaystyle \alpha } denota la violación de la relatividad general. Por espectroscopia de Ramsey de la transición del reloj óptico de estroncio-87 (429 THz, 698 nm), el grupo determinó el desplazamiento al rojo gravitacional entre los dos relojes ópticos como 21.18 Hz, correspondiente a un valor z de aproximadamente 5 × 10−14. Su valor medido de {\displaystyle \alpha }, {\displaystyle (1.4\pm 9.1)\times 10^{-5}}, está en acuerdo con mediciones recientes hechas con máseres de hidrógeno en órbitas elípticas.
En octubre de 2021, un grupo en JILA liderado por el físico Jun Ye reportó una medición del desplazamiento al rojo gravitacional en la escala de submilímetros. La medición se realizó en la transición del reloj 87Sr entre la parte superior e inferior de una nube ultrafria de 100,000 átomos de estroncio en una red óptica.